# Cabuérniga
Cabuérniga – gmina w Hiszpanii, w prowincji Kantabria, w Kantabrii, o powierzchni 86,44 km². W 2011 roku gmina liczyła 1066 mieszkańców.